# 哥倫比亞中心
哥倫比亞中心（英語：Columbia Center，原稱：Bank of America Tower和Columbia Seafirst Center）是美國西雅圖市中心的一座摩天大樓，以約284.2（932英尺）的高度成為西雅圖最高建築，位於第四和第五大道相交處。按實際可居住層數算，是華盛頓州最高建築，此外也是美國西海岸僅次於聯邦銀行大廈的第二高建築。地上76層，地下7層，因此成為密西西比河以西層數最多的建築。大廈第73層上有一個觀景台。

## 設計
哥倫比亞中心的設計人是建築師切斯特·L·林德賽（Chester L. Lindsey），地基使用花崗岩。大廈側體有三個幾何形凹面，因為頂部次第錯開兩次，因此看起來像是三座緊挨着的高度不一的建築。
此建築最初設計的高度是306.5（1,006英尺）。但因為靠近西雅圖-塔科馬國際機場，美國聯邦航空總署不允許其達到此高度，此外當時城市法規限制最高建築不得超過50層。但因為還有法律說明若大廈基層用作零售，則可以另外增加高度，因此開發商馬丁·塞利格（Martin Selig）依然將其建成了76層。
實際上該建築最初就被提議叫做哥倫比亞中心，但剪綵時使用的名稱是Columbia Seafirst Center，以紀念其最大的資助商Seafirst Bank。1983年，該銀行被美國銀行收購，因此改名美國銀行塔（Bank of America Tower），當時還有昵稱為“BOAT”即（Bank of America Tower的縮寫）。2005年11月，美國銀行開始從該建築中撤出，因此名稱改回最早的哥倫比亞中心。不過美國銀行至今在該建築中仍有辦公室和一個分行。

## 歷史
馬丁·塞利格（Martin Selig）是當地著名的地產開發商，1981年貸款2.05億美元以建造該建築。建築公司是霍華德·H·懷特（Howard S. Wright），建築在1985年1月12日建成，同年3月2日付諸使用。美國鋼鐵公司為其提供了16,000短噸（15,000公噸）的鋼鐵。比原先的西雅圖最高建築西雅圖第一國民銀行大廈（1969年建成，630英尺（190））高出將近一半。1989年因財政問題，開發商正式以3.54億美元的價格將此建築賣給Seafirst Bank。
1989年的市民替代方案（Citizen's Alternative Plan）對西雅圖市中心建築高度作出了嚴格的限制，因此1990年預定的300英尺（91）的天線建造計劃被駁回，而計劃由兩個192英尺（59）的天線取而代之。但直到1994年許可到期，天線仍然沒能建成。
Equity Office在1998年以4.04億美元的價格買下該建築。紐約州公共退休基金持有49.9%的股份，但幾年後又賣回給了Equity Office。2007年被賣給現擁有者Beacon Capital。

### 911
2004年6月16日，9/11委員會報告聲稱九一一襲擊事件最初的目標還包括“加利福尼亞和華盛頓州最高建築”，即哥倫比亞中心和洛杉磯的聯邦銀行大廈。

## 圖片

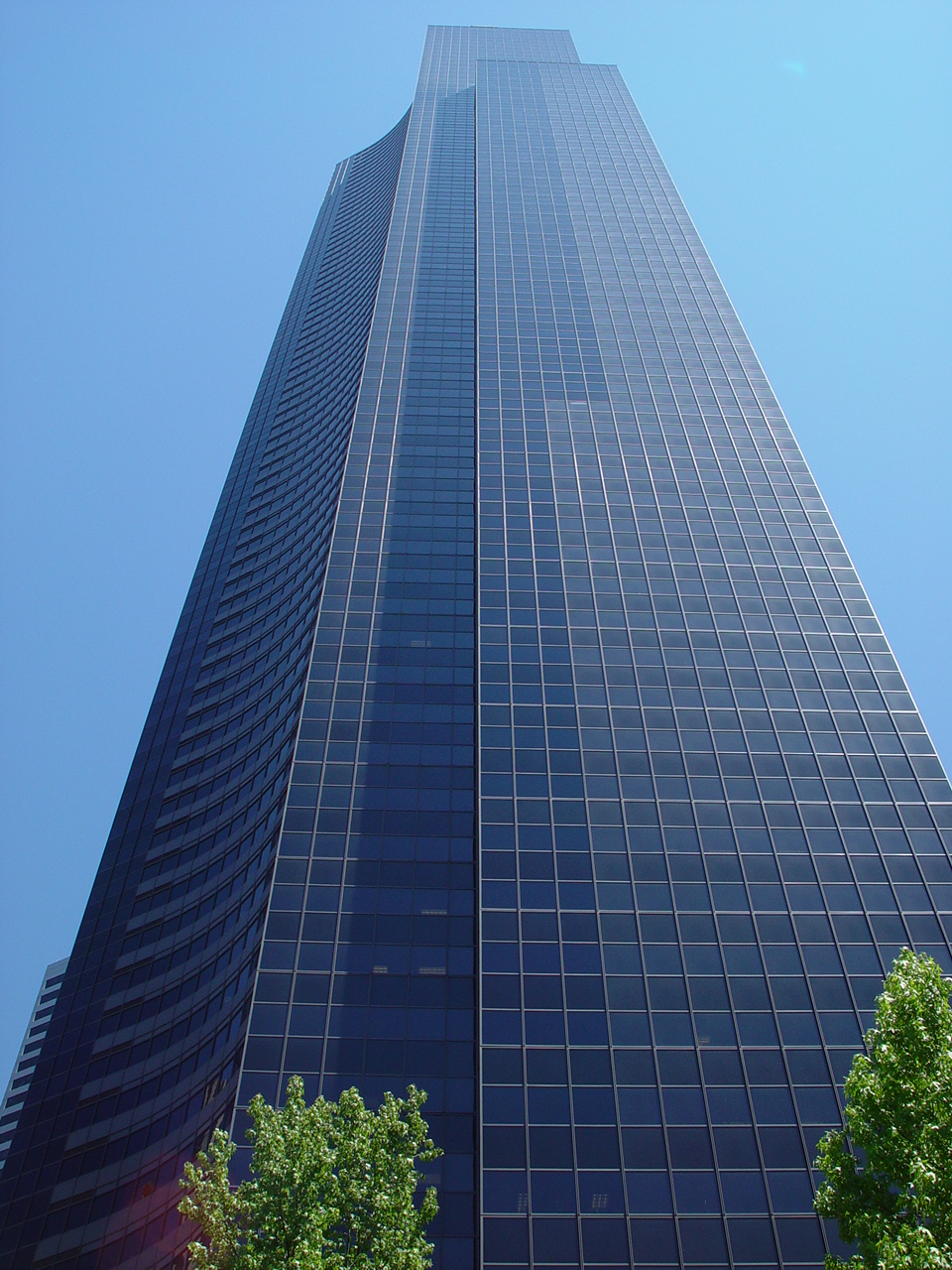
哥倫比亞中心
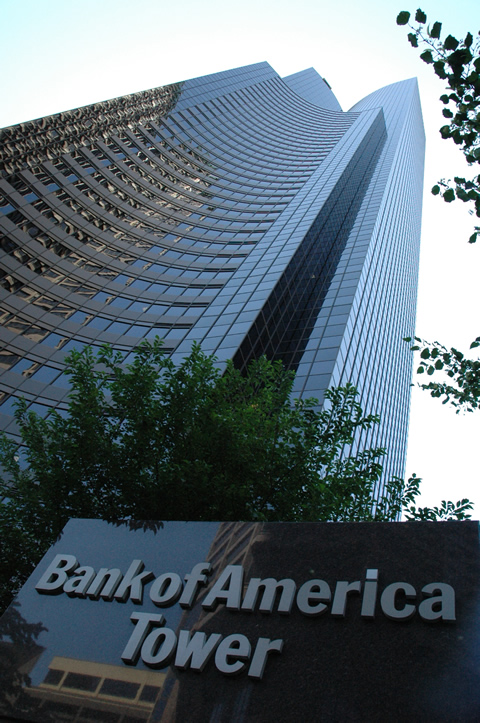
還是美國銀行塔時的哥倫比亞中心
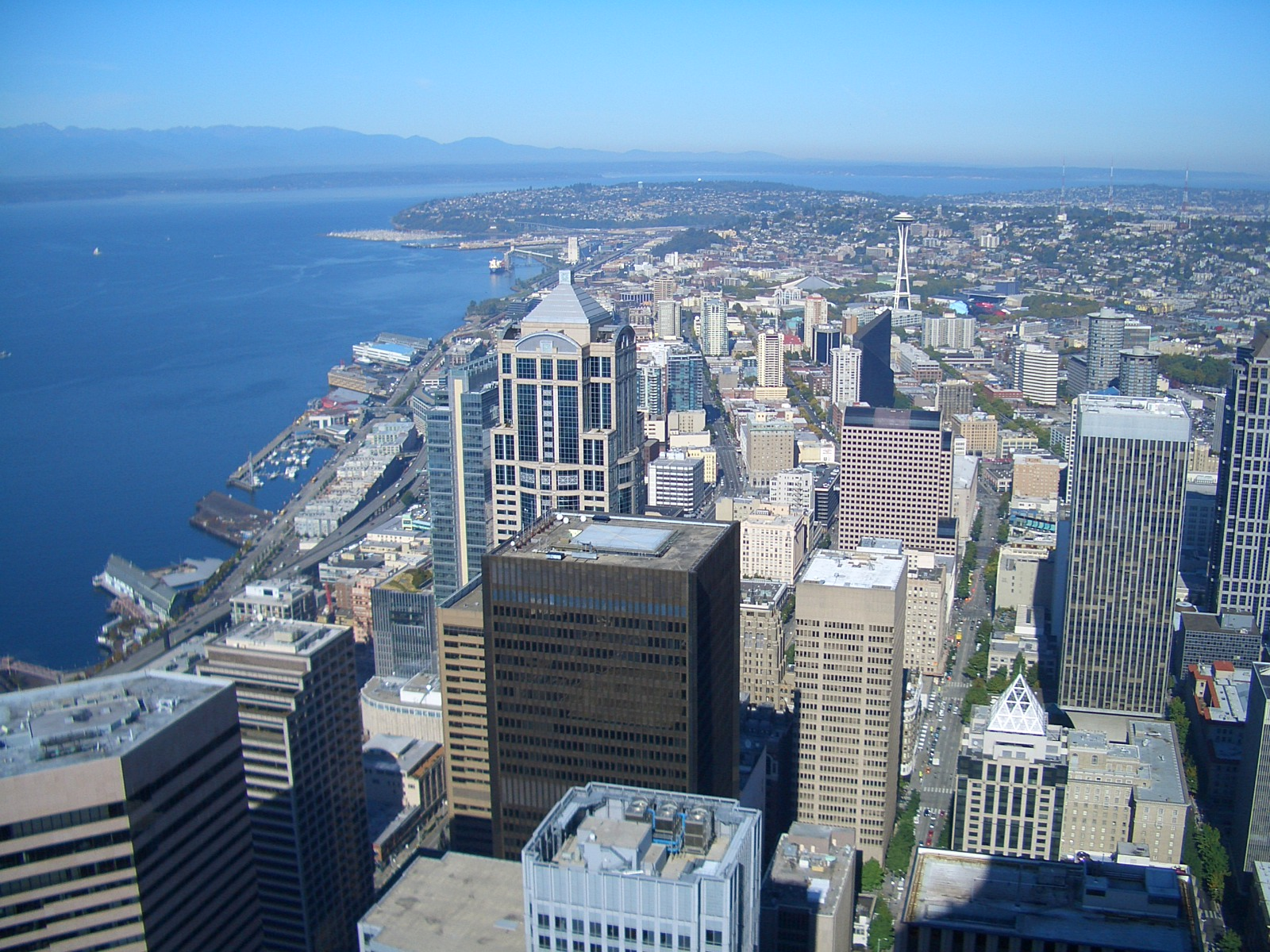
從觀景台看西雅圖市中心
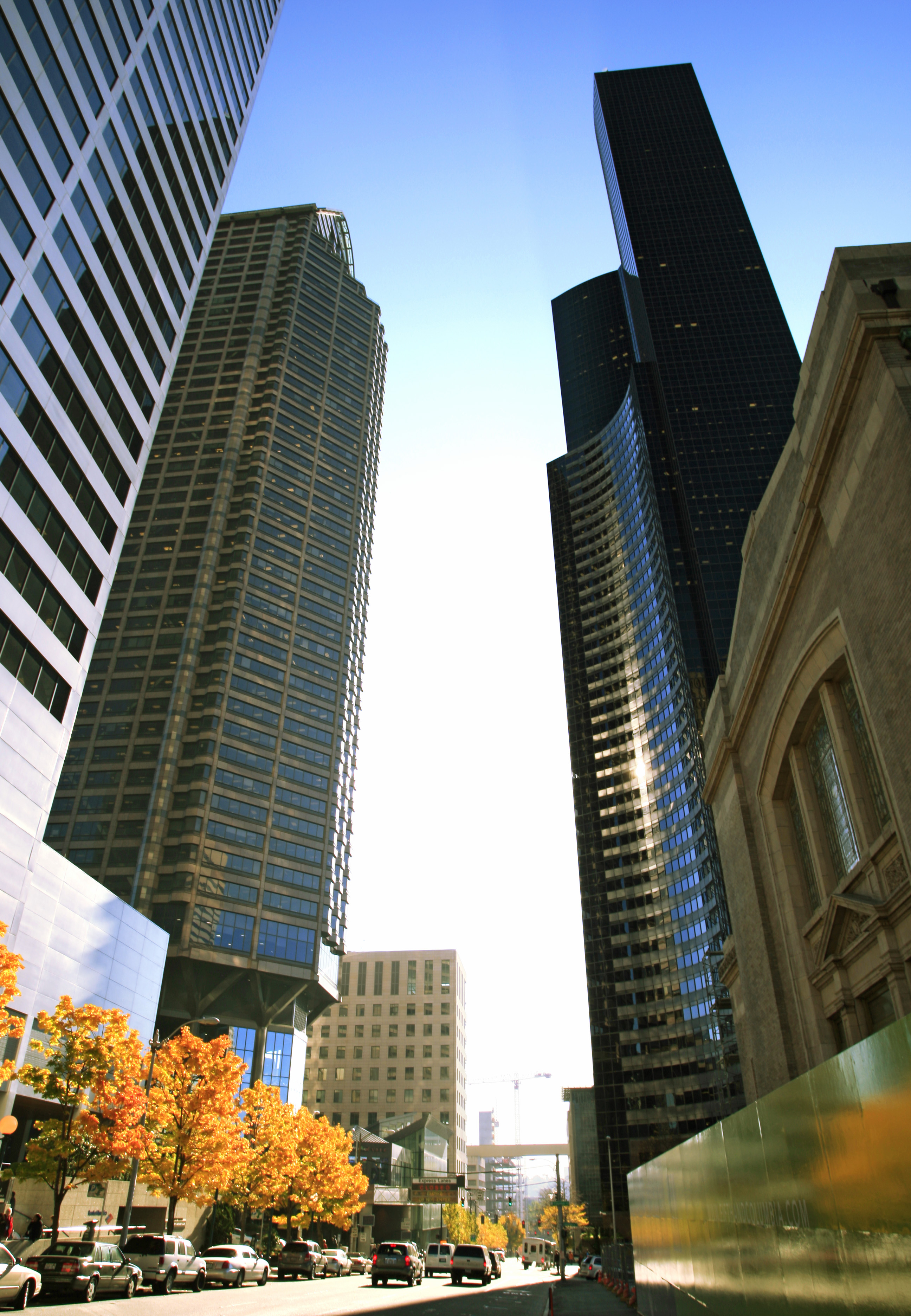
哥倫比亞中心四周

## 外部連結
- Columbia Center on CTBUH Skyscraper Center
- Columbia Center construction photographs （页面存档备份，存于）